# Gunung Jamurkape
Gunung Jamurkape är ett berg i Indonesien.   Det ligger i provinsen Aceh, i den västra delen av landet, 1 700 km nordväst om huvudstaden Jakarta. Toppen på Gunung Jamurkape är 1 858 meter över havet, eller 70 meter över den omgivande terrängen. Bredden vid basen är 0,33 km.
Terrängen runt Gunung Jamurkape är kuperad åt nordost, men åt sydväst är den bergig.Runt Gunung Jamurkape är det ganska glesbefolkat, med 47 invånare per kvadratkilometer. I omgivningarna runt Gunung Jamurkape växer i huvudsak städsegrön lövskog.